# Sebastiano Serlio
Sebastiano Serlio, italijanski manieristični arhitekt, * 6. september 1475, Bologna, † 1554, Fontainebleau
Bil je del italijanske ekipe, ki je zgradila palačo Fontainebleau. Serlio je pomagal pri kanonizaciji klasičnih arhitekturnih naročil v svoji vplivni razpravi, znani tudi kot I sette libri dell'architettura ("Sedem knjig o arhitekturi") ali Tutte l'opere d'architettura et prospetiva ("Vsa dela o arhitekturi in perspektivi") .

## Življenjepis
Serlio, rojen v Bologni, je leta 1514 odšel v Rim in delal v ateljeju Baldassara Peruzzija, kjer je ostal, dokler plenitev Rima (1527) za nekaj časa ni ustavila vseh arhitekturnih projektov. Tako kot Peruzzi je začel kot slikar. Živel je v Benetkah od približno 1527 do zgodnjih 1540 -ih, vendar je na mestu pustil majhen pečat.
Serlijev model cerkvene fasade je bil regulirana različica, očiščena in bolj klasična, inovativne metode fasade cerkve z visoko obokano ladjo, obdano z nizkimi stranskimi ladjami, ki daje klasičen obraz gotski obliki, je bil prvič viden v Albertijevi Santa Maria Novelli v Firencah (ok. 1458). Zamisel je bila v zraku v 1530-ih: več sodobnih cerkva se poteguje za primat, a Serlijev lesorez je koncept dal v roke vsakega arhitekta. Kot gradbeni inženir je oblikoval utrdbe.
Serlijeve publikacije so namesto katerega koli spektakularnega izvedenega dela pritegnile pozornost Franca I.. Serlijeva kariera se je začela, ko ga je kralj povabil v Francijo, da bi svetoval pri gradnji in dekoraciji dvorca Fontainebleau, kjer je delala ekipa italijanskih oblikovalcev in obrtnikov in sta sodelovala Giacomo Barozzi da Vignola in Benvenuto Cellini. Serlio je vzel več zasebnih naročil, a edini, ki je na kakršen koli prepoznaven način preživel, je Château d'Ancy-le-Franc, zgrajen okoli leta 1546 v bližini Tonnerra v Burgundiji.
Serlio je umrl okoli leta 1554 v Fontainebleauju, potem ko je zadnja leta preživel v Lyonu.

## Razprava o arhitekturi
Tutte l'opere d'architettura et prospetiva (Vsa arhitekturna dela in perspektiva) je Serlijeva praktična razprava o arhitekturi. Čeprav je Leon Battista Alberti izdelal prvo dolgoletno arhitekturno razpravo renesanse (ok. 1450, objavljeno leta 1486) , je bila neilustrirana, napisana v latinščini in zasnovana tako, da privlači tako učene humaniste kot potencialne pokrovitelje, arhitekte in gradbenike. Serlio je pionir v uporabi visokokakovostnih ilustracij za dopolnitev besedila. Pisal je v italijanščini, nekatere njegove knjige so izšle z vzporednimi besedili v italijanskem in francoskem jeziku. Njegova razprava je izrecno ustrezala potrebam arhitektov, graditeljev in obrtnikov.
Razprava je sestavljena iz osmih knjig, od katerih je bila šesta izgubljena za nekaj stoletij, osma pa je bila objavljena šele pred kratkim. Osma knjiga se ne šteje vedno za del razprave. Prvih pet knjig zajema Serlijeva dela o geometriji, perspektivi, rimski antiki, stebrnih redih in oblikovanju cerkva. Šesta ponazarja domače zasnove, od kmečkih koč do kraljevskih palač, kar zagotavlja edinstven zapis o renesančnih vrstah hiš, vključno z trdnjavami za tirane in najemnike, pa tudi Serlijevo nezgrajeno zasnovo za Louvre. Sedma knjiga ponazarja vrsto pogostih oblikovalskih težav, ki so jih pretekli teoretiki ignorirali, vključno s tem, kako preoblikovati ali "obnoviti" gotske fasade po starinskih načelih simetrije in proporcev. 
Serlio je zapustil tudi študijo o Castramentatiu in rekonstruiral strukturo rimskega vojaškega taborišča na podlagi Polibijevih navedb. Rokopis, ilustriran in pripravljen za tisk, je Strada pomotoma obravnaval kot stransko knjigo VIII traktata, posvečeno vojaški arhitekturi. Rokopis z besedilom v latinščini in italijanščini se hrani v Münchnu. Knjiga je s svojim forumom, konzulovo palačo in kopališči delno fantazijska in delno arheološka, precej drugačna od Serlijevih drugih bolj praktičnih del.
V uvodu v knjigo IV Serlio pripisuje svojemu nedavno preminulemu mentorju velik del vsebine: »Kar se tiče vseh prijetnih stvari, ki jih boste našli v tej knjigi, se ne bi smeli zahvaliti meni, ampak mojemu učitelju Baldassaru Peruzziju iz Siene ...« Obseg Peruzzijevega prispevka k razpravi ni znan. »Peruzzi je bil vodilni duh pri podrobnem preučevanju ostankov antike in je svoje risbe prepustil Serliju. Vasari in Cellini bi knjigi pripisala največ zaslug Peruzziju, vendar novejši pisci zagovarjajo Serlijevo vlogo pri študiji in njegovo dobro voljo pri dokončanju dela njegovega spremljevalca.«

### Načrt in objava
Do leta 1537, ko je izšla prva njegova knjiga, je Serlio delal na razpravi vsaj desetletje in jo je že organiziral kot delo v sedmih knjigah. Čeprav je Serlio dokončal vseh sedem knjig, je bilo v njegovem življenju objavljenih le prvih pet knjig. Šesta je v rokopisu ostala do 20. stoletja. Sestavil je dve dodatni knjigi, ki ju lahko razumemo kot prilogi: Izredna knjiga o vratih, zadnja knjiga, ki jo je videl v tisku; in On Polybius' Castrametation (O Polibijevi kastrataciji), razpravi o oblikovanju starodavnega rimskega vojaškega taborišča, katerega stanje zaključka in predvideni odnos do drugih knjig sta negotova.
Ni gotovo, kakšen naslov, če sploh, je Serlio namenil delu kot celoti - morda Splošna pravila arhitekture, kot je podano v prvi izdani knjigi, vendar se je to kmalu pripetilo posebej k tej knjigi. Različne zbirke so bile znane kot Pet ali sedem knjig o arhitekturi, odvisno od njihove vsebine. Pogosto se imenuje preprosto Serlijeva Arhitektura, več pomembnih izdaj pa nosi naslov Tutte l'opere d'architettura et prospetiva (Vsa dela o arhitekturi in perspektivi); čeprav je bilo vseh devet obstoječih knjig (ali celo vseh sedem oštevilčenih knjig) prvič objavljenih v eni sami izdaji v 2-volumnih v angleškem prevodu 1996–2001.

### Vsebina
Čeprav so se knjige očitno pojavljale bolj ali manj v Serlijevem želenem vrstnem redu objav, njegov nominalni red zagotavlja ločen pretok od splošnega do posebnega:
Serlijev bralec se premakne iz: prvič, evklidskih 'nebes', sestavljenega iz definicij geometrije, ki obsega točkovno, črtno in popolne (kvadratne) ravnine; drugič, tridimenzionalne oblike narave, ki jih predstavlja teorija perspektive; tretjič, arhitekturno utelešenje popolne oblike, ki se odraža v Panteonu in "idealiziranih" spomenikih antike; četrtič, pravila redov, ki segajo od toskanskega do kompozitnega, kar dokazujejo antične ruševine in besedilo Vitruvija, ter univerzalnost redov pri sestavljanju vrat, kaminov in fasad palače; petič, uporaba Redov v templjih Serlijevega izuma; šesti, uporaba Redov pri oblikovanju hiš (spet stopnjevana, od koče do palače naraščajoča); zaključno na najnižji, sedmi stopnji z »nesrečami« ali praktičnimi težavami, s katerimi bi se arhitekt lahko srečal.
Pomembno je, da zadnjih nekaj strani druge knjige O perspektivi vsebuje tri gledališke prizore (komične, tragične in satirične) ter odrski načrt in prerez, ki sta bila v renesančnem gledališču zelo vplivna.
Z vidika estetike je Serlio eden prvih, ki uporablja izraz likovna umetnost: »in v zadnjem času Leon X. oče in zavetnik vse likovne umetnosti in vsi dobri umetniki«.

### Vpliv
Serlijevi zvezki so bili v Franciji, na Nizozemskem in v Angliji zelo vplivni kot prenosnik italijanskega renesančnega sloga in so hitro postali na voljo v različnih jezikih. Njegovi načrti in nadmorske višine številnih rimskih stavb so nudili uporaben repertoar klasičnih podob, pogosto ponatisnjenih.
V petih letih po izidu je flamski učenjak Pieter Coecke van Aelst v Antwerpnu objavil priredbe IV. knjige v flamskem, nemškem in francoskem jeziku; Serlio je menil, da so te nedovoljene različice njegovega dela manjvredni ponaredki; kljub temu so služili kot pomembni vektorji pri širjenju njegovega vpliva. Učenec Coecke van Aelst, nizozemski arhitekt in inženir Hans Vredeman de Vries, je širil Serlijev slog in okraske severno od Alp. Nizozemska različica knjige IV, ki je bila objavljena v Amsterdamu leta 1606 in je v veliki meri temeljila na flamskem delu Coeckea van Aelsta, je služila kot podlaga za angleški prevod knjig IV, ki ga je leta 1611 izdal Robert Peake v Londonu. je ostal najpopolnejša angleška izdaja Serlija skoraj štiri stoletja. Njegov primer je nasprotoval vplivu grafik antwerpenskega manierizma, ki so bile glavni navdih za jakobsko arhitekturo. Kasneje je bila Serlijeva knjiga v knjižnicah sira Christopherja Wrena in Johna Wooda, starejšega, arhitekta in podjetnika, ki je postavil Bath. Inigo Jones je imel italijanske izdaje, ki jih je zapisal.
Knjigi III in IV je v španščini leta 1552 v Toledu izdal Juan de Ayala z enakimi ilustracijami kot izvirne italijanske izdaje.
- primeri Selijevega vpliva
- Vpliv na fasado hôtel d'Assézat.
- Vpliv na portal hôtel d'Assézat.
- Vpliv na portal hôtel de Felzins.
- Vpliv na nekdanja vrata Toulouse Capitole.
- Vpliv na vrata Maison du Crible.